# C-4 (潜水艦)
|          |                                               |
| 艦歴     |                                               |
| 発注     |                                               |
| 起工     | 1908年3月17日                                 |
| 進水     | 1909年6月17日                                 |
| 就役     | 1909年11月23日                                |
| 退役     | 1919年8月15日                                 |
| その後   | 1920年にスクラップとして売却                  |
| 除籍     | 1919年8月15日                                 |
| 性能諸元 |                                               |
| 排水量   | 水上 238トン、水中 275トン                    |
| 全長     | 105 ft 4 in (32 m)                            |
| 全幅     | 13 ft 11 in (4.2 m)                           |
| 吃水     | 10 ft (30.5 m)                                |
| 機関     | ガソリンエンジン、電動モーター、2軸推進       |
| 最大速   | 水上 10ノット (19 km/h) 水中 9ノット(17 km/h) |
| 乗員     | 士官、兵員15名                                |
| 兵装     | 18インチ魚雷発射管2門                         |

C-4 (USS C-4, SS-15) は、アメリカ海軍の潜水艦。C級潜水艦の4番艦。当初の艦名はボニータ (USS Bonita) であった。

## 艦歴
ボニータは1908年3月17日にマサチューセッツ州クインシーのフォアリバー造船所で起工した。1909年6月17日にJ・C・タウンゼント夫人によって命名、進水、1909年11月23日に艦長F・V・マクネア大尉の指揮下就役した。ボニータは1911年11月17日に C-4 と改名された。
ボニータは大西洋水雷艦隊に配属され、その後大西洋潜水小艦隊に配属、1913年まで東海岸で活動した。バージニア州ノーフォークからキューバのグアンタナモ湾に移動し、C-4 は1913年12月12日にパナマ運河地帯のクリストバルに到着、戦術訓練および演習に従事した。1917年8月に僚艦2隻と共にパナマ運河地帯の港が潜水艦基地として適性を持つか調査した。1918年11月12日からココ・ソロに係留された C-4 は1919年8月15日に退役し、1920年4月13日に売却された。